# A16 (motorväg, Italien)
A16 är en motorväg i Italien som går mellan Neapel och Canosa di Puglia.